# يوليوس هوارد مينر
يوليوس هوارد مينر (بالإنجليزية: Julius Howard Miner)‏ هو محامي وقاضي أمريكي، ولد في 25 مايو 1896، وتوفي في 13 مارس 1963.